# Премія Гайнлайна за успіхи в комерціалізації космосу
Премія Гайнлайна за успіхи в комерціалізації космосу, яку ще називають премією Гайнлайна, була заснована 1988 року для нагородження людей, які роблять практичний внесок у комерціалізацію космосу. Премія Гайнлайна пропонує грошову винагороду в розмірі 500 000 доларів США одній або декільком особам за практичні досягнення в галузі комерційної космічної діяльності, що присуджується Фондом премії ім. Гайнлайна.
Фонд, що опікується премією, підкреслює, що премія, існує для визнання зусиль окремої людини чи групи людей, але не діяльності, що спонсорується державою чи корпорацією. Премія Гайнлайна присуджується в липні.
Премія Генлайна вшановує пам'ять про Роберта Гайнлайна, одного з найпопулярніших письменників-фантастів 20 століття, і фінансується за рахунок маєтку вдови Роберта Гайнлайна — Вірджинії Гайнлайн.

## Лауреати
2006 рік — Пітер Діамандіс, за досягнення в комерційній космічній діяльності
2011 рік — Ілон Маск за досягнення в комерціалізації в космосі
2016 рік — Джефф Безос, за його бачення та лідерство в комерційній космічній діяльності